# Медунка червона
Медунка червона (Pulmonaria rubra) — вид квіткових рослин родини шорстколистих (Boraginaceae).

## Підвиди
- Pulmonaria rubra subsp. filarszkyana (Jáv.) Domin
- Pulmonaria rubra subsp. rubra

## Біоморфологічна характеристика
Це багаторічна рослина 30–50 см заввишки. Пластинки літніх прикореневих листків яйцюваті, вузько-еліптичні, яйцювато-ланцетні, яйцювато-довгасті чи довгасто-еліптичні. Стеблові листки довгасті чи довгасто-ланцетні. Горішки 3–5 мм завдовжки.

## Поширення
Європа: Сербія, Македонія, Албанія, Румунія, Болгарія, Греція, Україна.
В Україні вид зростає у гірських лісах — у Карпатах (Закарпатська та Івано-Франківська області) та Передкарпатті (Львівська обл., міста Самбір, Стрий, Сколе).